# Ludwig Augustinsson
Pour les articles homonymes, voir Augustinsson.
Ludwig Augustinsson, né le 21 avril 1994 à Stockholm en Suède, est un footballeur international suédois qui joue au poste d'arrière gauche au RSC Anderlecht.

## Biographie

### En club

#### IF Brommapojkarna
Né à Stockholm en Suède, c'est dans l'un des clubs de la capitale, l'IF Brommapojkarna qu'il commence le football. Dans les équipes de jeunes, il se fait remarquer par son talent et est même capitaine de l'équipe des moins de 17 ans. Durant cette période, il effectue des essais avec des clubs étrangers tels que le Borussia Mönchengladbach et la Sampdoria Gênes mais il reste finalement au pays. Après avoir progressé dans les rangs des jeunes, il se rapproche de l'équipe première en 2011. Il joue son premier match avec les pros le 12 mai 2011 à tout juste 17 ans, lors d'un match de Svenska Cupen face à Gefle IF. Son équipe remporte ce match par trois buts à un. Pour sa première saison il ne joue que quatre matchs, tous en tant que titulaire sauf le premier, lors de sa première apparition, en coupe de Suède donc. Lors de sa deuxième saison il devient rapidement titulaire, jouant quasiment tous les matchs, marquant deux buts et délivrant quatre passes décisives. Après deux saisons en pros dans la deuxième division suédoise où il a fait très bonne impression Augustinsson est sur le point de rejoindre un nouveau club.

#### IFK Göteborg
Suivi par de nombreux clubs suédois et étrangers, Augustinsson choisit de rejoindre l'un des plus grands clubs du pays, l'IFK Göteborg en janvier 2013. Le 2 mars 2013 il joue son premier match avec son nouveau club. Il est titulaire lors de cette rencontre de Svenska Cupen face à l'IK Brage et son équipe s'impose par deux buts à zéro. Alors qu'il part titulaire au poste d'arrière gauche, où son entraîneur Mikael Stahre lui fait confiance, il se blesse au ménisque avec l'équipe de Suède espoirs et est éloigné des terrains pendant cinq mois. Malgré sa blessure il glane son premier titre, la Svenska Cupen grâce à sa participation au match contre Brage, son équipe allant jusqu'en finale et s'imposant face au Djurgårdens IF aux tirs au but. Il fait ses débuts en Allsvenskan le 25 août 2013, lors d'un match à l'extérieur contre Malmö FF (défaite 3-1). Malheureusement durant ce match il se blesse à nouveau et est absent pour le reste de la saison. Il n'aura finalement joué que trois matchs pour sa première saison avec Göteborg mais dès son retour à la compétition il est de nouveau titulaire.

#### FC Copenhague
Le 5 janvier 2015, Ludwig Augustinsson rejoint le club danois du FC Copenhague. Le transfert était déjà prévu depuis l'été 2014 mais prend effet à partir de janvier 2015,. Il vient pour remplacer Pierre Bengtsson, parti au FSV Mayence.
Augustinsson joue son premier match sous ses nouvelles couleurs le 22 février 2015, lors d'une rencontre de Superliga face au FC Vestsjælland. Titulaire ce jour-là, il fait forte impression en délivrant une passe décisive pour Tom Høgli sur l'ouverture du score puis en inscrivant son premier but pour le FCK, permettant ainsi à son équipe de s'imposer sur le score de deux buts à zéro. Il s'impose rapidement comme un titulaire indiscutable dans son club et contribue à la deuxième place obtenue par son équipe lors de la saison 2014-2015. Il termine en effet troisième meilleur passeur du championnat cette saison-là, avec six offrandes, ce qui fait de lui le défenseur le plus efficace dans ce domaine, bien qu'il n'ait joué qu'une demi-saison puisqu'il est arrivé en janvier.
Ses qualités ne passent pas inaperçues puisqu'il est observé par de nombreux clubs européens dont Palerme qui avait formulé une offre de 4,5M€ en 2016.

#### Werder Brême
En juillet 2017, il rejoint le Werder Brême pour 4,5 millions d'euros. Le transfert est conclu dès janvier 2017.
Il débute en Bundesliga lors du premier match de la saison 2017-2018, à l'extérieur face au TSG Hoffenheim, le 19 août 2017. Il est titulaire mais son équipe perd la rencontre sur le score de 1-0. Il délivre sa première passe décisive contre Schalke 04, le 16 septembre 2017, pour l'ouverture du score signé Salif Sané mais son équipe finit par s'incliner sur le score de 1-2. Le 11 février 2018, Augustinsson inscrit son premier but pour son nouveau club face au VfL Wolfsburg, en ouvrant le score sur une passe décisive de Zlatko Junuzović et son équipe s'impose 3-1.
À la suite de sa Coupe du monde 2018 réussie en Russie avec la Suède, Augustinsson prolonge son contrat le 5 août 2018 avec le Werder, jusqu'en 2022.
Blessé au genou, il est opéré en août 2019, ce qui le tient éloigné des terrains pendant de longs mois, manquant une grande partie du début de saison 2019-2020. Il ne retrouve les terrains que le 23 novembre 2019, lors de la défaite du Werder face à Schalke 04 (1-2). A son retour le Werder lutte pour le maintien, Augustinsson quant à lui connait d'autres pépins physiques et en attente de retrouver la forme il est parfois laissé sur le banc au profit de Marco Friedl. Le club de Brême frôle la relégation et doit son maintien aux matchs de barrages face au 1. FC Heidenheim 1846, desquels ils sortent vainqueurs. Lors de la saison 2020-2021 il participe a 23 matchs de championnat et 5 matchs de coupe mais n’empêche son club de se maintenir et descend donc en seconde division Allemande.
Avec la relégation du club en deuxième division, Augustinsson est annoncé sur le départ. Plusieurs clubs s'intéressent à lui comme la Lazio de Rome, Crystal Palace ou encore Watford,.

#### FC Seville
En août 2021 il rejoint le Séville FC contre une indemnité 5,5 M€. Il fait sa première apparition sous les couleurs de Séville le 17 octobre 2021, lors d'un match de Liga face au Celta de Vigo. Il est titularisé et son équipe s'impose par un but à zéro.

#### Prêts
Le 11 juillet 2022, Ludwig Augustinsson rejoint l'Angleterre et Aston Villa, sous la forme d'un prêt d'une saison,.
Le Suédois peine à s'imposer chez les Villans où son concurrent à son poste, Lucas Digne, lui est souvent préféré et les blessures l'empêche d'être dans une forme optimale. Lors du mercato hivernal, l'arrivée de Álex Moreno pour renforcer le poste d'arrière gauche, désiré par son entraîneur Unai Emery, pousse Augustinsson vers la sortie. Il n'aura fait que cinq apparitions toutes compétitions confondues avec Aston Villa.
Le 30 janvier 2023, Augustinsson est cette fois prêté au RCD Majorque, en Espagne, jusqu'à la fin de la saison.
Le 16 août 2023, il rejoint la Belgique afin de s'engager en faveur du RSC Anderlecht sous la forme d'un prêt d'une saison.
Il joue son premier match le 27 août 2023, lors d'une rencontre de championnat face au Charleroi SC. Il entre en jeu en fin de match lors de cette rencontre remportée par son équipe sur le score de deux buts à un,.

#### RSC Anderlecht
Le 6 août 2024, Ludwig Augustinsson rejoint le RSC Anderlecht gratuitement, il signe un contrat de trois saisons, soit jusqu'en juin 2027,. 
Augustinsson marque son premier but pour Anderlecht le 17 août 2024, lors d'une rencontre de championnat face au KV Malines. Titularisé, il inscrit le but égalisateur de son équipe, qui parvient à s'imposer (1-3 score final),.

### En équipe nationale
Ludwig Augustinsson a connu toutes les catégories de l'équipe nationale suédoise (U17, U19, Espoirs et équipe A).

#### Championnat d'Europe des moins de 21 ans
La Suède espoirs réussit à se qualifier pour le Championnat d'Europe des moins de 21 ans en Tchéquie pour la première fois depuis 2004, après une qualification réussie en terminant à la première place de son groupe. Le 21 mars 2013, Augustinsson se blesse au genou lors d'un match préparatoire contre l'équipe du Portugal espoirs (victoire 0-1 de la Suède ce jour-là). Il est absent pour le reste de l'année, ce qui lui a fait manquer plusieurs matchs alors qu'il était le premier choix du sélectionneur Håkan Ericson (en) au poste d'arrière gauche. Il fait son retour dans l'équipe au cours de l'année 2014.
À la suite de la brillante qualification de la sélection suédoise, il participe donc au championnat d'Europe espoirs 2015 organisé en Tchéquie. Augustinsson prend part à tous les matchs de la phase de groupe en tant que titulaire, contre l'Italie, l'Angleterre et le Portugal. Après avoir vaincu en demi-finale le Danemark sur le score de 1-4 où il est encore une fois titulaire, lui et ses coéquipiers retrouvent les Portugais en finale et remportent le trophée aux tirs au but après que les deux équipes se sont neutralisées pendant 120 minutes.

#### Avec l'équipe A
Le 15 janvier 2015, il fait ses débuts en faveur de l'équipe nationale de Suède, lors d'un match amical face à la Côte d'Ivoire. Ce jour là, il est titularisé et son équipe remporte le match 2-0. Il fête sa deuxième sélection quatre jours plus tard lors de la défaite un but à zéro contre la Finlande.

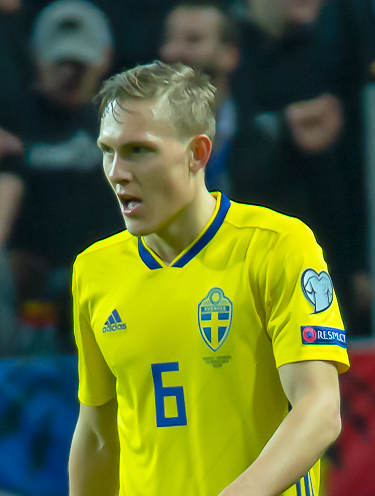
Augustinsson avec la Suède contre la Roumanie en mars 2019.

Il attend le 24 mars 2016 pour être à nouveau sélectionné, jouant entre-temps avec l'équipe espoir. Il est donc titulaire ce jour là face à la Turquie (défaite 2-1). Le 11 mai, le sélectionneur Erik Hamrén annonce la liste des 23 joueurs suédois qui participeront à l'Euro 2016 en France et Augustinsson en fait partie. C'est son premier tournoi majeur mais il ne joue aucun match, barré par Martin Olsson à son poste. La Suède effectue un parcours extrêmement décevant puisqu'ils finissent derniers de leur groupe en n'ayant remporté aucun match. Après cet échec, un nouveau sélectionneur est nommé, il s'agit de Janne Andersson mais Augustinsson rejoint la sélection espoir dans un premier temps, avec laquelle il est toujours éligible.
Le 9 juin 2017, il est titulaire face à la France et joue un rôle important dans la victoire des siens par deux buts à un, en délivrant la passe décisive à Jimmy Durmaz sur l'égalisation des Suédois. C'est au cours de cette année-là qu'il s'impose comme un titulaire en sélection et participe grandement aux matchs des éliminatoires de la coupe du monde 2018 et à la qualification de son équipe pour le tournoi.
Le 15 mai 2018 est annoncée la liste des 23 Suédois pour aller disputer la Coupe du monde en Russie et Ludwig Augustinsson y figure logiquement. Titulaire, il joue l'intégralité des matchs de la Suède durant cette compétition. Il se montre à son avantage et inscrit même son premier but avec son équipe lors d'un match important contre le Mexique le 27 juin. En effet, il ouvre le score d'une bonne frappe du gauche et la Suède remporte le match par trois buts à zéro. Il est par ailleurs élu homme du match pour sa prestation ce jour-là. Les Suédois finissent premier de leur groupe à la surprise générale et arrivent même à se hisser jusqu'en quarts de finale, où ils sont sortis finalement par l'Angleterre (défaite 0-2).
Le 19 mai 2021, il est convoqué par Janne Andersson, le sélectionneur de l'équipe nationale de Suède dans la liste des 26 joueurs suédois retenus pour participer à l'Euro 2020,.

### Style de jeu
Augustinsson est un défenseur latéral moderne, capable de bien défendre et de se projeter vers l'avant. C'est un joueur rapide qui a un excellent pied gauche, capable de distribuer de très bonnes passes mais également de tirer les coups francs et les corners. En jeunes, il a débuté comme milieu central mais a ensuite été repositionné arrière gauche à ses 11 ans à cause de la concurrence au milieu de terrain.

## Vie personnelle
Ludwig Augustinsson est issu d'une famille de sportifs, son père a joué au football et sa mère a fait du volley-ball. Il a un petit frère, Jonathan Augustinsson, lui aussi footballeur professionnel et également arrière gauche.

## Statistiques
| Saison                | Club                  | Championnat           | Championnat | Championnat | Coupe nationale | Coupe nationale | Coupe de la Ligue | Coupe de la Ligue | Compétition(s) continentale(s) | Compétition(s) continentale(s) | Compétition(s) continentale(s) | Barrages | Barrages | Total | Total |
| Saison                | Club                  | Division              | M.          | B.          | M.              | B.              | M.                | B.                | Comp.                          | M.                             | B.                             | M.       | B.       | M.    | B.    |
| 2011                  | IF Brommapojkarna     | Superettan            | 3           | 0           | 1               | 0               | -                 | -                 | -                              | -                              | -                              | -        | -        | 4     | 0     |
| 2012                  | IF Brommapojkarna     | Superettan            | 27          | 2           | -               | -               | -                 | -                 | -                              | -                              | -                              | -        | -        | 27    | 2     |
| Sous-total            | Sous-total            | Sous-total            | 30          | 2           | 1               | 0               | 0                 | 0                 | -                              | 0                              | 0                              | -        | -        | 31    | 2     |
| 2013                  | IFK Göteborg          | Allsvenskan           | 1           | 0           | 2               | 0               | -                 | -                 | -                              | -                              | -                              | -        | -        | 3     | 0     |
| 2014                  | IFK Göteborg          | Allsvenskan           | 28          | 1           | 6               | 0               | -                 | -                 | C3                             | 5                              | 0                              | -        | -        | 39    | 1     |
| Sous-total            | Sous-total            | Sous-total            | 29          | 1           | 8               | 0               | 0                 | 0                 | -                              | 5                              | 0                              | -        | -        | 42    | 1     |
| 2014-2015             | FC Copenhague         | Superligaen           | 15          | 1           | 4               | 1               | -                 | -                 | -                              | -                              | -                              | -        | -        | 19    | 2     |
| 2015-2016             | FC Copenhague         | Superligaen           | 31          | 1           | 4               | 0               | -                 | -                 | C3                             | 4                              | 0                              | -        | -        | 39    | 1     |
| 2016-2017             | FC Copenhague         | Superligaen           | 32          | 1           | 2               | 1               | -                 | -                 | C1+C3                          | 12+4                           | 0                              | -        | -        | 50    | 2     |
| Sous-total            | Sous-total            | Sous-total            | 78          | 3           | 10              | 2               | 0                 | 0                 | -                              | 20                             | 0                              | -        | -        | 108   | 5     |
| 2017-2018             | Werder Brême          | Bundesliga            | 29          | 1           | 4               | 0               | -                 | -                 | -                              | -                              | -                              | -        | -        | 33    | 1     |
| 2018-2019             | Werder Brême          | Bundesliga            | 34          | 1           | 5               | 0               | -                 | -                 | -                              | -                              | -                              | -        | -        | 39    | 1     |
| 2019-2020             | Werder Brême          | Bundesliga            | 12          | 0           | 1               | 0               | -                 | -                 | -                              | -                              | -                              | 2        | 1        | 15    | 1     |
| 2020-2021             | Werder Brême          | Bundesliga            | 23          | 0           | 5               | 0               | -                 | -                 | -                              | -                              | -                              | -        | -        | 28    | 0     |
| Sous-total            | Sous-total            | Sous-total            | 98          | 2           | 15              | 0               | 0                 | 0                 | -                              | 0                              | 0                              | 2        | 1        | 115   | 3     |
| 2021-2022             | Séville FC            | La Liga               | 19          | 0           | 3               | 0               | -                 | -                 | C1+C3                          | 3+2                            | 0+0                            | -        | -        | 27    | 0     |
| 2022-2023             | Aston Villa (prêt)    | Premier League        | 3           | 0           | 1               | 0               | 1                 | 0                 | -                              | -                              | -                              | -        | -        | 5     | 0     |
| 2022-2023             | RCD Majorque (prêt)   | La Liga               | 4           | 0           | -               | -               | -                 | -                 | -                              | -                              | -                              | -        | -        | 4     | 0     |
| 2023-2024             | RSC Anderlecht (prêt) | Division 1A           | 21+10       | 0           | 1               | 0               | -                 | -                 | -                              | -                              | -                              | -        | -        | 32    | 0     |
| 2024-2025             | RSC Anderlecht        | Division 1A           | 16+8        | 1           | 3               | 0               | -                 | -                 | C3                             | 9                              | 2                              | -        | -        | 36    | 3     |
| 2025-2026             | RSC Anderlecht        | Division 1A           | 4           | 0           | -               | -               | -                 | -                 | C3+C4                          | 1+1                            | 0+0                            | -        | -        | 6     | 0     |
| Sous-total            | Sous-total            | Sous-total            | 28          | 1           | 3               | 0               | 0                 | 0                 | -                              | 11                             | 2                              | 0        | 0        | 42    | 3     |
| Total sur la carrière | Total sur la carrière | Total sur la carrière | 320         | 9           | 44              | 0               | 1                 | 0                 | -                              | 39                             | 2                              | 2        | 1        | 406   | 12    |

### Buts internationaux
| 0 | Date         | Lieu                                         | Adversaire | Score | Résultats | Compétitions                            |
| - | ------------ | -------------------------------------------- | ---------- | ----- | --------- | --------------------------------------- |
| 1 | 27 juin 2018 | Iekaterinbourg Arena, Iekaterinbourg, Russie | Mexique    | 0-1   | 0 - 3     | Coupe du monde 2018                     |
| 2 | 28 mars 2021 | Stade de Fadil Vokrri, Pristina, Kosovo      | Kosovo     | 0-1   | 0 - 3     | Éliminatoires de la Coupe du monde 2022 |

### Liste des matchs internationaux
| Matchs internationaux de Ludwig Augustinsson | Matchs internationaux de Ludwig Augustinsson | Matchs internationaux de Ludwig Augustinsson             | Matchs internationaux de Ludwig Augustinsson | Matchs internationaux de Ludwig Augustinsson | Matchs internationaux de Ludwig Augustinsson         | Matchs internationaux de Ludwig Augustinsson                          |
|                                              | Date                                         | Lieu                                                     | Adversaire                                   | Résultat                                     | Compétition                                          | Notes                                                                 |
| -------------------------------------------- | -------------------------------------------- | -------------------------------------------------------- | -------------------------------------------- | -------------------------------------------- | ---------------------------------------------------- | --------------------------------------------------------------------- |
| 1.                                           | 15 janvier 2015                              | Stade Mohammed-Bin-Zayed, Abou Dabi, Émirats arabes unis | Côte d'Ivoire                                | 2 - 0                                        | Match amical                                         | Titulaire et remplacé par Simon Gustafson à la 74e minute de jeu.     |
| 2.                                           | 19 janvier 2015                              | Stade Mohammed-Bin-Zayed, Abou Dabi, Émirats arabes unis | Finlande                                     | 0 - 1                                        | Match amical                                         | Titulaire et remplacé par Anton Tinnerholm à la mi-temps.             |
| 3.                                           | 24 mars 2016                                 | Antalya Stadyumu, Antalya, Turquie                       | Turquie                                      | 2 - 1                                        | Match amical                                         | Titulaire.                                                            |
| 4.                                           | 5 juin 2016                                  | Friends Arena, Solna, Suède                              | Pays de Galles                               | 3 - 0                                        | Match amical                                         | Entre en jeu à la place de Martin Olsson à la mi-temps.               |
| 5.                                           | 10 octobre 2016                              | Friends Arena, Solna, Suède                              | Bulgarie                                     | 3 - 0                                        | Éliminatoires de la Coupe du monde 2018              | Entre en jeu à la place de Martin Olsson à la 63e minute de jeu.      |
| 6.                                           | 11 novembre 2016                             | Stade de France, Saint-Denis, France                     | France                                       | 2 - 1                                        | Éliminatoires de la Coupe du monde 2018              | Titulaire.                                                            |
| 7.                                           | 25 mars 2017                                 | Friends Arena, Solna, Suède                              | Biélorussie                                  | 4 - 0                                        | Éliminatoires de la Coupe du monde 2018              | Titulaire.                                                            |
| 8.                                           | 9 juin 2017                                  | Friends Arena, Solna, Suède                              | France                                       | 2 - 1                                        | Éliminatoires de la Coupe du monde 2018              | Titulaire.                                                            |
| 9.                                           | 31 août 2017                                 | Stade national Vassil-Levski, Sofia, Bulgarie            | Bulgarie                                     | 3 - 2                                        | Éliminatoires de la Coupe du monde 2018              | Titulaire.                                                            |
| 10.                                          | 3 septembre 2017                             | Borisov Arena, Baryssaw, Biélorussie                     | Biélorussie                                  | 0 - 4                                        | Éliminatoires de la Coupe du monde 2018              | Titulaire.                                                            |
| 11.                                          | 7 octobre 2017                               | Friends Arena, Solna, Suède                              | Luxembourg                                   | 8 - 0                                        | Éliminatoires de la Coupe du monde 2018              | Titulaire.                                                            |
| 12.                                          | 10 octobre 2017                              | Amsterdam ArenA, Amsterdam, Pays-Bas                     | Pays-Bas                                     | 2 - 0                                        | Éliminatoires de la Coupe du monde 2018              | Titulaire.                                                            |
| 13.                                          | 10 novembre 2017                             | Friends Arena, Solna, Suède                              | Italie                                       | 1 - 0                                        | Barrages des éliminatoires de la Coupe du monde 2018 | Titulaire.                                                            |
| 14.                                          | 13 novembre 2017                             | Stade San Siro, Milan, Italie                            | Italie                                       | 0 - 0                                        | Barrages des éliminatoires de la Coupe du monde 2018 | Titulaire.                                                            |
| 15.                                          | 9 juin 2018                                  | Ullevi, Göteborg, Suède                                  | Pérou                                        | 0 - 0                                        | Match amical                                         | Titulaire.                                                            |
| 16.                                          | 18 juin 2018                                 | Stade de Nijni Novgorod, Nijni Novgorod, Russie          | Corée du Sud                                 | 1 - 0                                        | Coupe du monde 2018                                  | Titulaire.                                                            |
| 17.                                          | 23 juin 2018                                 | Stade Loujniki, Moscou, Russie                           | Allemagne                                    | 2 - 1                                        | Coupe du monde 2018                                  | Titulaire.                                                            |
| 18.                                          | 27 juin 2018                                 | Iekaterinbourg Arena, Iekaterinbourg, Russie             | Mexique                                      | 0 - 3                                        | Coupe du monde 2018                                  | Titulaire.                                                            |
| 19.                                          | 3 juillet 2018                               | Stade Krestovski, Saint-Pétersbourg, Russie              | Suisse                                       | 1 - 0                                        | Coupe du monde 2018                                  | Titulaire.                                                            |
| 20.                                          | 7 juillet 2018                               | Samara Arena, Samara, Russie                             | Angleterre                                   | 0 - 2                                        | Coupe du monde 2018                                  | Titulaire.                                                            |
| 21.                                          | 10 septembre 2018                            | Friends Arena, Solna, Suède                              | Turquie                                      | 2 - 3                                        | Ligue des Nations 2018-2019                          | Titulaire.                                                            |
| 22.                                          | 11 octobre 2018                              | Arena Baltika, Kaliningrad, Russie                       | Russie                                       | 0 - 0                                        | Ligue des Nations 2018-2019                          | Titulaire.                                                            |
| 23.                                          | 17 novembre 2018                             | Konya Büyükşehir Belediye Stadyumu, Konya, Turquie       | Turquie                                      | 0 - 1                                        | Ligue des Nations 2018-2019                          | Titulaire.                                                            |
| 24.                                          | 20 novembre 2018                             | Friends Arena, Solna, Suède                              | Russie                                       | 2 - 0                                        | Ligue des Nations 2018-2019                          | Titulaire.                                                            |
| 25.                                          | 23 mars 2019                                 | Friends Arena, Solna, Suède                              | Roumanie                                     | 2 - 1                                        | Éliminatoires de l'Euro 2020                         | Titulaire.                                                            |
| 26.                                          | 26 mars 2019                                 | Ullevaal Stadion, Oslo, Norvège                          | Norvège                                      | 3 - 3                                        | Éliminatoires de l'Euro 2020                         | Titulaire.                                                            |
| 27.                                          | 7 juin 2019                                  | Friends Arena, Solna, Suède                              | Malte                                        | 3 - 0                                        | Éliminatoires de l'Euro 2020                         | Titulaire.                                                            |
| 28.                                          | 10 juin 2019                                 | Stade Santiago-Bernabéu, Madrid, Espagne                 | Espagne                                      | 3 - 0                                        | Éliminatoires de l'Euro 2020                         | Titulaire.                                                            |
| 29.                                          | 8 septembre 2020                             | Friends Arena, Solna, Suède                              | Portugal                                     | 0 - 2                                        | Ligue des nations 2020-2021                          | Titulaire.                                                            |
| 30.                                          | 11 octobre 2020                              | Stade Maksimir, Zagreb, Croatie                          | Croatie                                      | 2 - 1                                        | Ligue des nations 2020-2021                          | Titulaire.                                                            |
| 31.                                          | 25 mars 2021                                 | Friends Arena, Solna, Suède                              | Géorgie                                      | 1 - 0                                        | Éliminatoires de la Coupe du monde 2022              | Titulaire.                                                            |
| 32.                                          | 28 mars 2021                                 | Stade de Fadil Vokrri, Pristina, Kosovo                  | Kosovo                                       | 0 - 3                                        | Éliminatoires de la Coupe du monde 2022              | Titulaire et remplacé par Pierre Bengtsson à la 83e minute de jeu.    |
| 33.                                          | 14 juin 2021                                 | Stade La Cartuja, Séville, Espagne                       | Espagne                                      | 0 - 0                                        | Euro 2020                                            | Titulaire                                                             |
| 34.                                          | 18 juin 2021                                 | Stade Krestovski, Saint-Pétersbourg, Russie              | Slovaquie                                    | 1 - 0                                        | Euro 2020                                            | Titulaire et remplacé par Pierre Bengtsson à la 88e minute de jeu.    |
| 35.                                          | 23 juin 2021                                 | Stade Krestovski, Saint-Pétersbourg, Russie              | Pologne                                      | 3 - 2                                        | Euro 2020                                            | Titulaire                                                             |
| 36.                                          | 29 juin 2021                                 | Hampden Park, Glasgow, Écosse                            | Ukraine                                      | 1 - 2 ap                                     | Euro 2020                                            | Titulaire                                                             |
| 37.                                          | 2 septembre 2021                             | Friends Arena, Solna, Suède                              | Espagne                                      | 2 - 1                                        | Éliminatoires de la Coupe du monde 2022              | Titulaire                                                             |
| 38.                                          | 8 septembre 2021                             | Stade olympique d'Athènes, Athènes, Grèce                | Grèce                                        | 2 - 1                                        | Éliminatoires de la Coupe du monde 2022              | Titulaire                                                             |
| 39.                                          | 9 octobre 2021                               | Friends Arena, Solna, Suède                              | Kosovo                                       | 3 - 0                                        | Éliminatoires de la Coupe du monde 2022              | Titulaire                                                             |
| 40.                                          | 12 octobre 2021                              | Friends Arena, Solna, Suède                              | Grèce                                        | 2 - 0                                        | Éliminatoires de la Coupe du monde 2022              | Titulaire                                                             |
| 41.                                          | 11 novembre 2021                             | Stade Batoumi, Batoumi, Géorgie                          | Géorgie                                      | 2 - 0                                        | Éliminatoires de la Coupe du monde 2022              | Titulaire                                                             |
| 42.                                          | 14 novembre 2021                             | Stade olympique de Séville, Séville, Espagne             | Espagne                                      | 1 - 0                                        | Éliminatoires de la Coupe du monde 2022              | Titulaire                                                             |
| 43.                                          | 29 mars 2022                                 | Stade de Silésie, Chorzów, Pologne                       | Pologne                                      | 2 - 0                                        | Barrages de la Coupe du monde 2022                   | Titulaire                                                             |
| 44.                                          | 2 juin 2022                                  | Stadion Stožice, Ljubljana, Slovénie                     | Slovénie                                     | 0 - 2                                        | Ligue des nations 2022-2023                          | Titulaire                                                             |
| 45.                                          | 5 juin 2022                                  | Friends Arena, Solna, Suède                              | Norvège                                      | 1 - 2                                        | Ligue des nations 2022-2023                          | Titulaire                                                             |
| 46.                                          | 9 juin 2022                                  | Friends Arena, Solna, Suède                              | Serbie                                       | 0 - 1                                        | Ligue des nations 2022-2023                          | Titulaire                                                             |
| 47.                                          | 24 septembre 2022                            | Stade de l'Étoile rouge, Belgrade, Serbie                | Serbie                                       | 4 - 1                                        | Ligue des nations 2022-2023                          | Titulaire                                                             |
| 48.                                          | 27 septembre 2022                            | Friends Arena, Solna, Suède                              | Slovénie                                     | 1 - 1                                        | Ligue des nations 2022-2023                          | Titulaire                                                             |
| 49.                                          | 16 novembre 2022                             | Stade municipal de Montilivi, Gérone, Espagne            | Mexique                                      | 1 - 2                                        | Match amical                                         | Titulaire et remplacé par Ken Sema à la 82e minute de jeu.            |
| 50.                                          | 19 novembre 2022                             | Swedbank Stadion, Malmö, Suède                           | Algérie                                      | 2 - 0                                        | Match amical                                         | Titulaire                                                             |
| 51.                                          | 24 mars 2023                                 | Friends Arena, Solna, Suède                              | Belgique                                     | 0 - 3                                        | Éliminatoires de l'Euro 2024                         | Titulaire et remplacé par Gabriel Gudmundsson à la 85e minute de jeu. |

## Palmarès

### En club
|  |  | IF Brommapojkarna - Championnat de Suède de deuxième division - Vice-champion : 2012. |  | IFK Göteborg - Championnat de Suède - Vice-champion : 2014. - Coupe de Suède (1) : - Vainqueur : 2013. - Supercoupe de Suède - Finaliste : 2013. |  | FC Copenhague - Championnat du Danemark (2) : - Champion : 2016 et 2017. - Vice-champion : 2015. - Coupe du Danemark (3) : - Vainqueur : 2015, 2016 et 2017. |

### En sélection
|  |  | Suède espoirs - Championnat d'Europe espoirs (1) : - Vainqueur : 2015. |